# Королева Замби
«Королева Замби» (англ. The Queen of Zamba) — науково-фантастичний роман Лайона Спрег де Кемпа, вперше опублікований в серпні-вересні 1949 року в Astounding Science Fiction. Перша книга серії «Міжпланетні подорожі» (порт. Viagens Interplanetarias), перша з підсерії про планету Крішна.

## Зміст
Приватного детектива 22-го століття Віктора Хассельборга наймає сирійський бізнесмен, щоб розшукати його зниклу доньку Джульнар Батруні, яка, як виявилося, втекла з авантюристом Ентоні Феллоном. Негайні ускладнення виникають, коли Хассельборг виявляє, що закохується в Олександру, покинуту дружину Феллона.
Виявивши, що втікачі покинули Землю, він відстежує їх на земноподібній планеті Крішна зірки Тау Кита, де панує середньовічна цивілізація з гуманоїдними жителями з зеленим волоссям і двома антеноподібними відростками на голові. 
Директива Міжпланетної ради забороняє пришвидшувати прогрес на планетах, тому по прибуттю в нього конфісковують всі сучасні предмети.
Загримувавшись під корінного кришнянина і отримавши рекомендаційний лист від Жуліу Гоіша, помічника шефа служби безпеки, 
Хассельборг вирушає в князівство Руз, що є частиною королівства Гозаштанд, вдаючи з себе мандрівного художника.
Перед аудієнцією при дворі, Хассельборг перечитує рекомендаційний лист і виявляє, що його виставляють шпигуном і рекомендують стратити. Він змінює текст листа і отримує запрошення на полювання з князем Джамом.
Під час полювання верхом на шестиногих «айя», від допомагає зловити «екія» — тигроподібну тварину, яку використовували для страти злочинців в місцевому амфітеатрі.
Наступного дня його викривають в підробці листа і арештовують. 
Підкупивши корумпованих тюремних охоронців, він уникає битви з «екієм» та втікає з міста.
По дорозі назад він допомагає відбити напад на караван і врятувати від викрадення племінницю королівського верховного жреця Хасте чарівну Форію.
Оселившись в помісті її дядька, він знайомиться з королем і отримує замовлення на його портрет.
Але прибувший в столицю князь Джам викликає його на дуель.
Вибравши за зброю арбалет і змайструвавши приціл, Хассельборг вбиває суперника і бере до себе на службу його персональну гвардію.
Форія переслідує Хассельборга прагнучи одруження.
З міських чуток Віктор дізнається, що Фелон набравши армію з піратів, став королем острова Замба і невдовзі разом зі своєю королевою планують відвідати Гозаштанд.
В портовому місті він знаходить Чжуеня, землянина замаскованого під місцевого, який розслідує контрабанду на планету кулеметів призначених для китайської поліції. Разом вони відслідковують передачу зброї піратам Фелона і встигають зняти затвори з кулеметів. 
Не підозрюючий Фелон викупляє всі білети до столиці у поїзді, який рухається тягловими тваринами, маючи наміри захопити ще одне королівство. Але Хассельборг з охороною, арештовують їх і таємно привозять до маєтку Хасте.
Фелон викриває в Хасте землянина і свого спільника по деяким справам.
Хассельборг шантажем заставляє Хасте утримувати Фелона у своїй темниці і відвозить Джульнар на Землю.
Батько Джульнар, у якого соціалістичний уряд викупив всі його підприємства, вирішує з донькою повернутись на Крішну, щоб правити островом разом з зятем.
Віктор одружується на Олександрі, починає викладати в університеті. Форія надсилає на Землю шпигуна, знайти пропавшого нареченого.
Ентоні Феллон, антагоніст у «Королеві Замби», знову з’явиться у двох пізніших романах про Крішну; як головний герой «Вежі Заніда» і як другорядний персонаж у «Мечах Зінджабану».